# Romana Maláčová
Romana Maláčová (* 15. května 1987, Brno) je česká
atletka, reprezentantka ve skoku o tyči závodící za atletický oddíl USK Praha.
Dříve se věnovala sportovní gymnastice. 28. června 2009 v rámci mistrovství ČR na dráze skočila na strahovském stadionu Evžena Rošického 435 cm, čímž splnila mírnější limit na mistrovství světa v Berlíně. Na MS poté skončila v kvalifikaci, když zvládla jen základní výšku 410 cm. K postupu bylo zapotřebí zdolat 455 cm. Je mistryní ČR do 22 let z roku 2009. 10. července 2010 se stala v Kutné Hoře vítězkou exhibičního mítinku Kutnohorská laťka, když překonala 441 cm. Na Mistrovství Evropy v atletice 2010 v Barceloně skončila v kvalifikaci na šestnáctém místě a do dvanáctičlenného finále nepostoupila. Obdobně si vedla také o dva roky později na evropském šampionátu v Helsinkách, kde obsadila v kvalifikaci 18. místo.

## Úspěchy
| Rok  | Závod                                     | Místo                       | Umístění    | Výkon  |
| ---- | ----------------------------------------- | --------------------------- | ----------- | ------ |
| 2006 | Mistrovství světa juniorů 2006            | Peking, Čína                | kvalifikace | 3,80 m |
| 2007 | ME v atletice do 23 let 2007              | Debrecín, Maďarsko          | 12.         | 4,00 m |
| 2009 | ME v atletice do 23 let 2009              | Kaunas, Litva               | 11.         | 4,05 m |
| 2009 | Mistrovství světa v atletice 2009         | Berlín, Německo             | kvalifikace | 4,10 m |
| 2010 | Mistrovství Evropy v atletice 2010        | Barcelona, Španělsko        | kvalifikace | 4,25 m |
| 2011 | Letní univerziáda 2011                    | Šen-čen, Čína               | 10.         | 4,25 m |
| 2012 | Mistrovství Evropy v atletice 2012        | Helsinky, Finsko            | kvalifikace | 4,25 m |
| 2013 | Halové mistrovství Evropy v atletice 2013 | Göteborg, Švédsko           | 10.         | 4,36 m |
| 2013 | Letní univerziáda 2013                    | Kazaň, Rusko                | 4.          | 4,30 m |
| 2014 | Mistrovství Evropy v atletice 2014        | Curych, Švýcarsko           | kvalifikace | 4,25 m |
| 2015 | Halové mistrovství Evropy v atletice 2015 | Praha, Česko                | kvalifikace | 4,30 m |
| 2015 | Letní univerziáda 2015                    | Kwangdžu, Jižní Korea       | 6.          | 4,25 m |
| 2016 | Halové mistrovství světa v atletice 2016  | Portland, USA               | 8.          | 4,50 m |
| 2016 | Letní olympijské hry 2016                 | Rio de Janeiro, Brazílie    | kvalifikace | 4,30 m |
| 2017 | Halové mistrovství Evropy v atletice 2017 | Bělehrad, Srbsko            | 13.         | 4,40 m |
| 2017 | Mistrovství světa v atletice 2017         | Londýn, Spojené království  | kvalifikace | 4,35 m |
| 2019 | Halové mistrovství Evropy v atletice 2019 | Glasgow, Spojené království | kvalifikace | 4,50 m |
| 2019 | Mistrovství světa v atletice 2019         | Dauhá, Katar                | kvalifikace | 4,35 m |
| 2021 | Letní olympijské hry 2020                 | Tokio, Japonsko             | kvalifikace | 4,40 m |

## Osobní rekordy
- hala – 462 cm – 21. února 2016, Clermont-Ferrand
- venku – 461 cm – 20. června 2017, Praha